# Yansi
Yansi (auch Eyansi, Eyanzi, Kiyanzi, Yans und Yanzi) ist eine Bantusprache und wird von circa 10.000 Menschen in der Demokratischen Republik Kongo gesprochen. 
Sie ist in der Provinz Bandundu im Territoire Bulungu entlang des Flusses Loange verbreitet.

## Klassifikation
Yansi bildet mit den Sprachen Boma, Ding, Mfinu, Mpuono und Tiene die Yansi-Gruppe. Nach der Einteilung von Malcolm Guthrie gehört Tiene zur Guthrie-Zone B80. Sie ist mit Ding und Mpuono verwandt.
Yansi hat den Dialekt Yeei (auch Yey).